# NGC 486

NGC 486

NGC 486 يشار إليها أحيانا باسم PGC 1281966 أو GC 275. هي مجرة حلزونية تقع في كوكبة الحوت. تبعد حوالي 636 مليون سنة ضوئية من الأرض. اكتشفت في 6 ديسمبر 1850 من قبل المهندس الايرلندي بيندون بلود ستوني. ومن المعروف عادة NGC 486 كما PGC 4975، والتي يشار إليها أحيانا باسم NGC 492A.

## تاريخ المراقبة
على الرغم من أن جون دراير منشئ الفهرس العام الجديد، يعتمد الاكتشاف لعالم الفلك ويليام بارسونز. يلاحظ بأن العديد من اكتشافاته المزعومة قام بها أحد مساعديه. في حالة NGC 486 اكتشف هذا الاكتشاف بيندون ستوني الذي اكتشفه مع NGC 490 و NGC 492 و NGC 500 خلال ملاحظته لي NGC 488 باستخدام تلسكوب العاكس لورد روس 72 بوصة في قلعة بير في مقاطعة أوفالي بإيرلندا.

## الوصف
تم وصف الكائن في البداية من قبل ستوني بأنها «خافتة للغاية وصغيرة للغاية، 5 أركمين شمال h 103». لاحظ بانهلا يقابل فقط إحداثيات المجرة الحلزونية (PGC 1281966) ولكن أيضا نجم باهت. كما تم وصف الكائن بأنه رائعة، والملاحظة الأولية كانت من النجم، وليس PGC 1281966 التي يشار إليها اليوم باسم NGC 486.

## وصلات خارجية
- NGC 486 على موقع ويكي سكاي: DSS2, SDSS, GALEX, IRAS, Hydrogen α, X-Ray, Astrophoto, Sky Map, Articles and images